# Liptena durbania
Liptena durbania is een vlinder uit de familie van de Lycaenidae. De wetenschappelijke naam van de soort is voor het eerst geldig gepubliceerd in 1915 door Bethune-Baker. De vlinder komt voor in Kameroen en in Congo-Brazzaville.